# اتصال فارسی

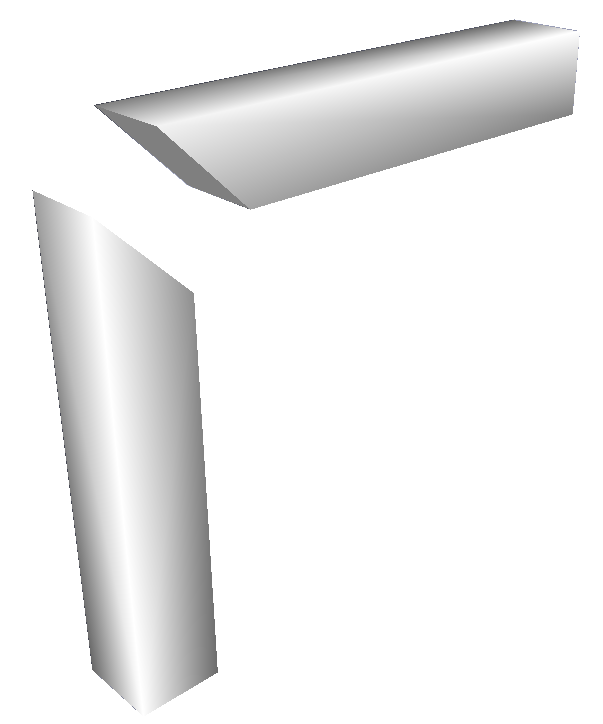
برش فارسی، قطعات آمادۀ اتصال به‌هم هستند

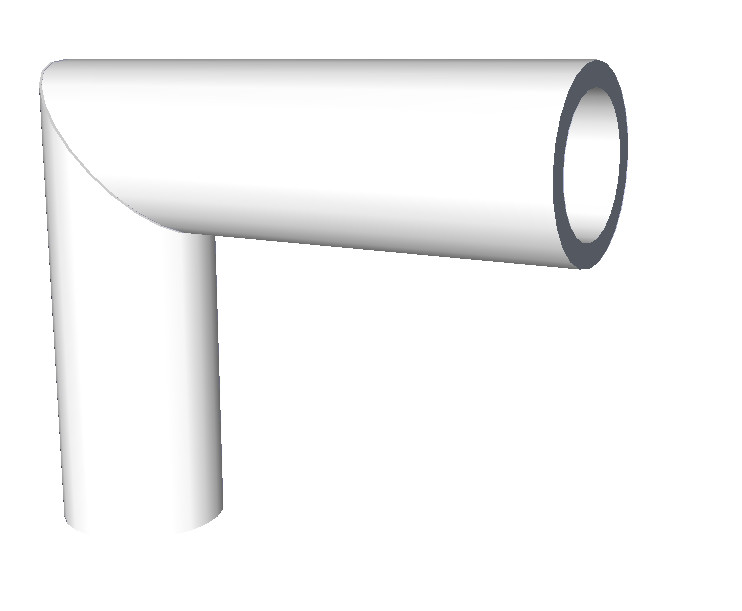
اتصال فارسی دو لوله

اتصال فارسی اتصال بین دو عضو است که نسبت به‌هم زاویه‌ای تشکیل می‌دهند. هر عضو را با زاویه‌ای معادل با نصف زاویهٔ اتصال، که معمولاً ۴۵ درجه است می‌بُرند (برش فارسی). معمولاً دو عضو اتصال برهم عمود هستند.